# Estación de Rueda de Jalón-Lumpiaque
Estación de Rueda de Jalón-Lumpiaque vasútállomás Spanyolországban, Rueda de Jalón településen a Madrid–Barcelona-vasútvonalon.

## Kapcsolódó állomások
A vasútállomáshoz az alábbi állomások vannak a legközelebb:
- Estación de Plasencia de Jalón (Madrid-Barcelona-vasútvonal)
- Estación de Épila (Madrid-Barcelona-vasútvonal)